# إوز صيني

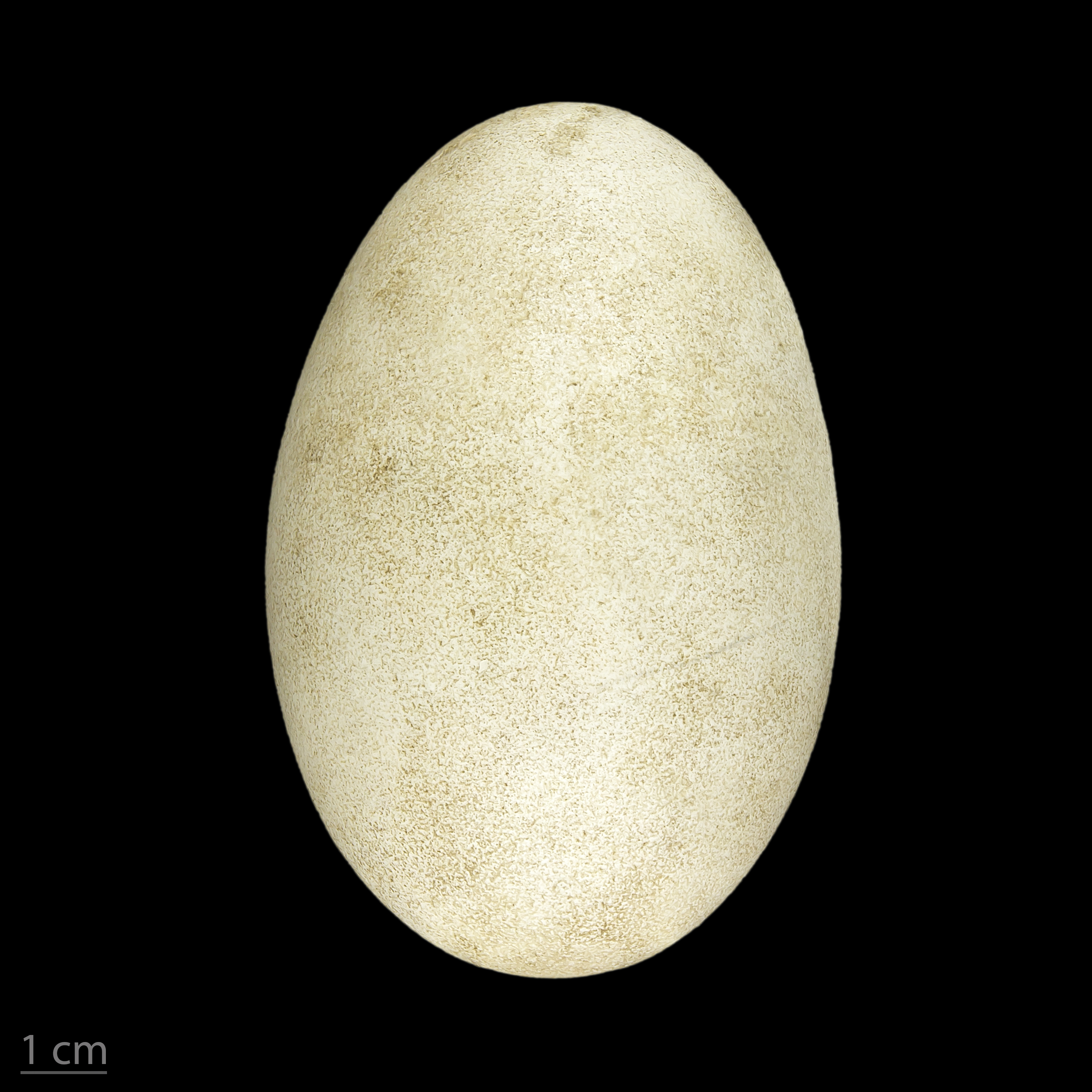
بيض الإوز الصيني.

إوز صيني (الاسم العلمي: Anser cygnoides)  هو طائر ينتمي إلى إوزيات (فصيلة: Anatidae).